# 원주천
원주천(原州川)은 강원특별자치도 원주시 금대리에서 발원하여, 주산리에서 섬강에 합류하는 국가하천이며, 한강의 제2 지류이고 , 섬강의 제1지류이다. 총 길이는 25.66 km이다. 원주천 일대는 범람 등으로 인한 홍수를 막기 위하여 원주천댐 건설이 실행되고 있다. 원주시에서 원주천을 국가하천 등급으로 승격시키는 것을 추진하였으며, 2019년 7월 22일 환경부 국가수자원관리위원회에서 원주천 등의 지방하천을 2020년 1월 1일부터 국가하천으로 승격하기로 확정하였다.

## 같이 보기
- 섬강